# Adolph Witzel

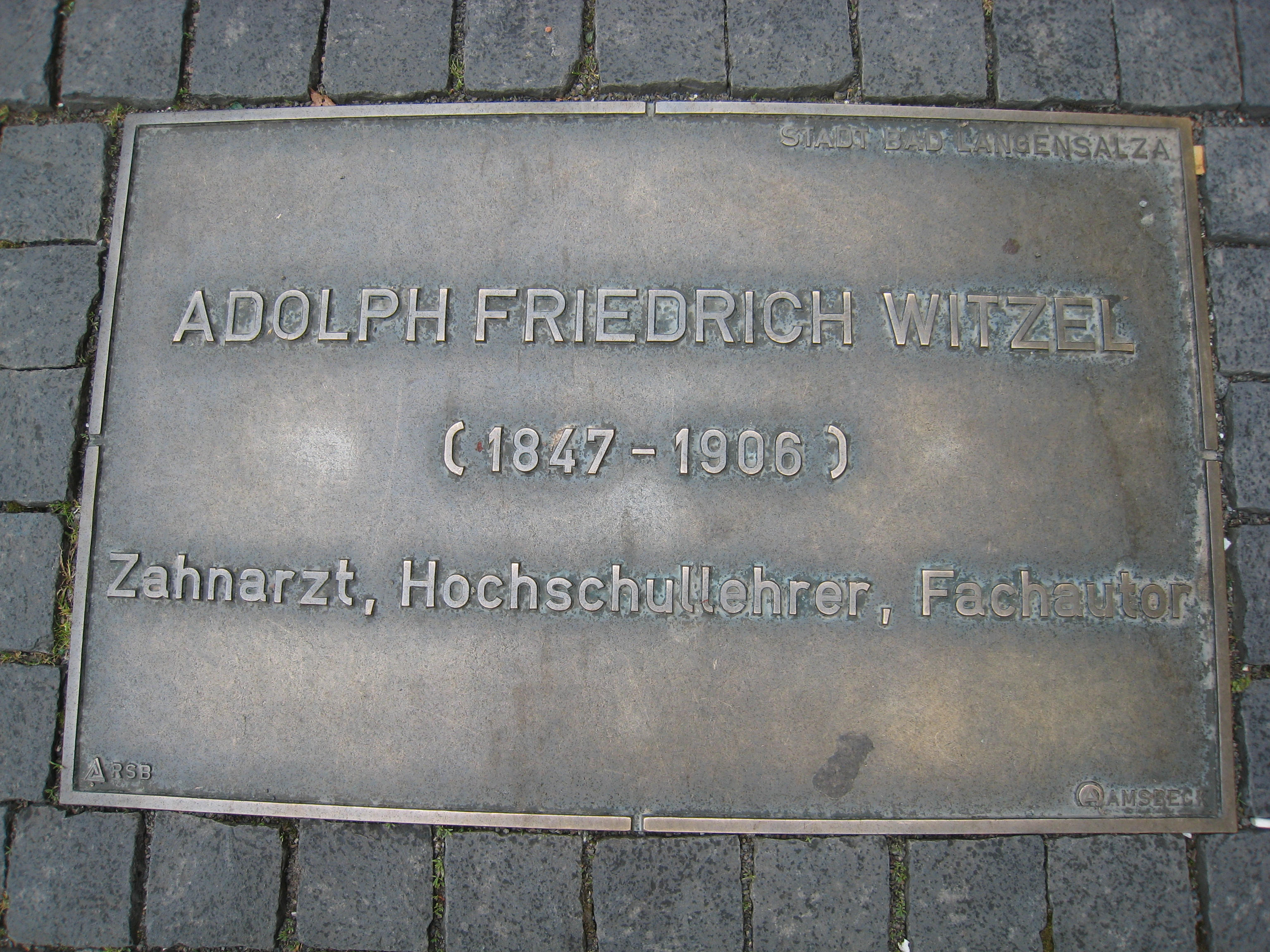
Memorial de Witzel

O dentista alemão Adolph Witzel (1847-1906), foi o primeiro indivídou a identificar a bactéria como a causa da doença periodontal.